# Neopusillimonas
Neopusillimonas es un género de bacterias gramnegativas de la familia Alcaligenaceae. Actualmente (2023) contiene tres especies : Neopusillimonas maritima,  Neopusillimonas aromaticivorans,Neopusillimonas minor.  Fue descrito en el año 2023. Su etimología hace referencia a nueva Pusillimonas. Anteriormente conocida como Pusillimonas maritima. Es aerobia e inmóvil. Tiene un tamaño de 0,6-0,7 μm de ancho por 0,7-1,7 μm de largo. Forma colonias blancas, circulares, convexas y con superficie lisa en agar MA tras 2 días de incubación. Catalasa y oxidasa negativas. Temperatura de crecimiento entre 10-45 °C, óptima de 37 °C. Tiene un contenido de G+C de 53,2%. Se ha aislado de agua de mar en India y China. 